# Dimapur
Dimapur è una suddivisione dell'India, classificata come town committee, di 152.893 abitanti, capoluogo del distretto di Dimapur, nello stato federato del Nagaland. È la città più popolosa dell'intero Nagaland. In base al numero di abitanti la città rientra nella classe I (da 100.000 persone in su).

## Geografia fisica
La città è situata a 25° 53' 60 N e 93° 43' 60 E e ha un'altitudine di 133 m s.l.m..

## Società

### Evoluzione demografica
Al censimento del 2001 la popolazione di Dimapur assommava a 107.382 persone, delle quali 61.595 maschi e 45.787 femmine. I bambini di età inferiore o uguale ai sei anni assommavano a 13.489, dei quali 6.931 maschi e 6.558 femmine. Infine, coloro che erano in grado di saper almeno leggere e scrivere erano 76.627, dei quali 46.540 maschi e 30.087 femmine.

## Monumenti e luoghi d'interesse
Nel centro della città si trovano le rovine della antica capitale dei Kachari, antica popolazione di origine tibetano-birmana, scacciata nel XIII secolo dall'Assam e rifugiatasi nel Nagaland. I monumenti di maggiore interesse sono rappresentati da una trentina di megaliti incisi con simboli di fertilità.